# Monte, Haute-Corse
Monte là một xã ở tỉnh Haute-Corse trên đảo Corse, Pháp. Xã này có diện tích 14,8 km², dân số năm 1999 là 444 người. Khu vực này có độ cao 640 mét trên mực nước biển. Xã này có chung tổng Alto-di-Casaconi với Volpajola, Campile, Olmo, Prunelli-di-Casacconi, Ortiporio, Campitello, Canavaggia, Lento, Bigorno, Scolca, Crocicchia và Penta-Acquatella.
Monte toạ lạc tại chân Monte Sant'Angelu, 18 kilômét (11 mi) so với Borgo.